# Paracedicus
Paracedicus is een geslacht van spinnen uit de familie Desidae.

## Soorten
De volgende soorten zijn bij het geslacht ingedeeld:
- Paracedicus baram Levy, 2007
- Paracedicus ephthalitus (Fet, 1993)
- Paracedicus feti Marusik & Guseinov, 2003
- Paracedicus gennadii (Fet, 1993)
- Paracedicus geshur Levy, 2007